# 恩布里冰川
77°59′00″S 85°10′00″W / 77.98333°S 85.16667°W

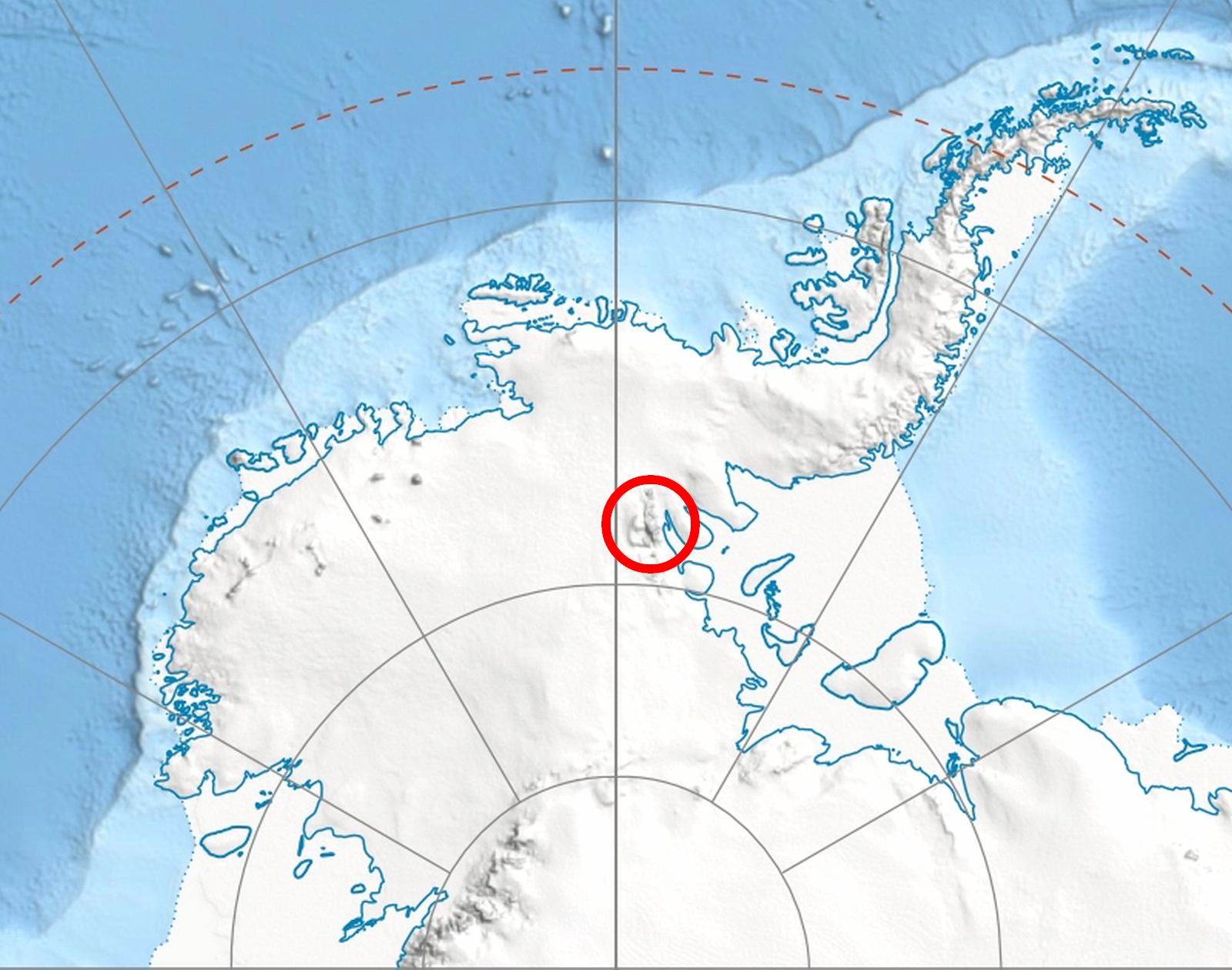

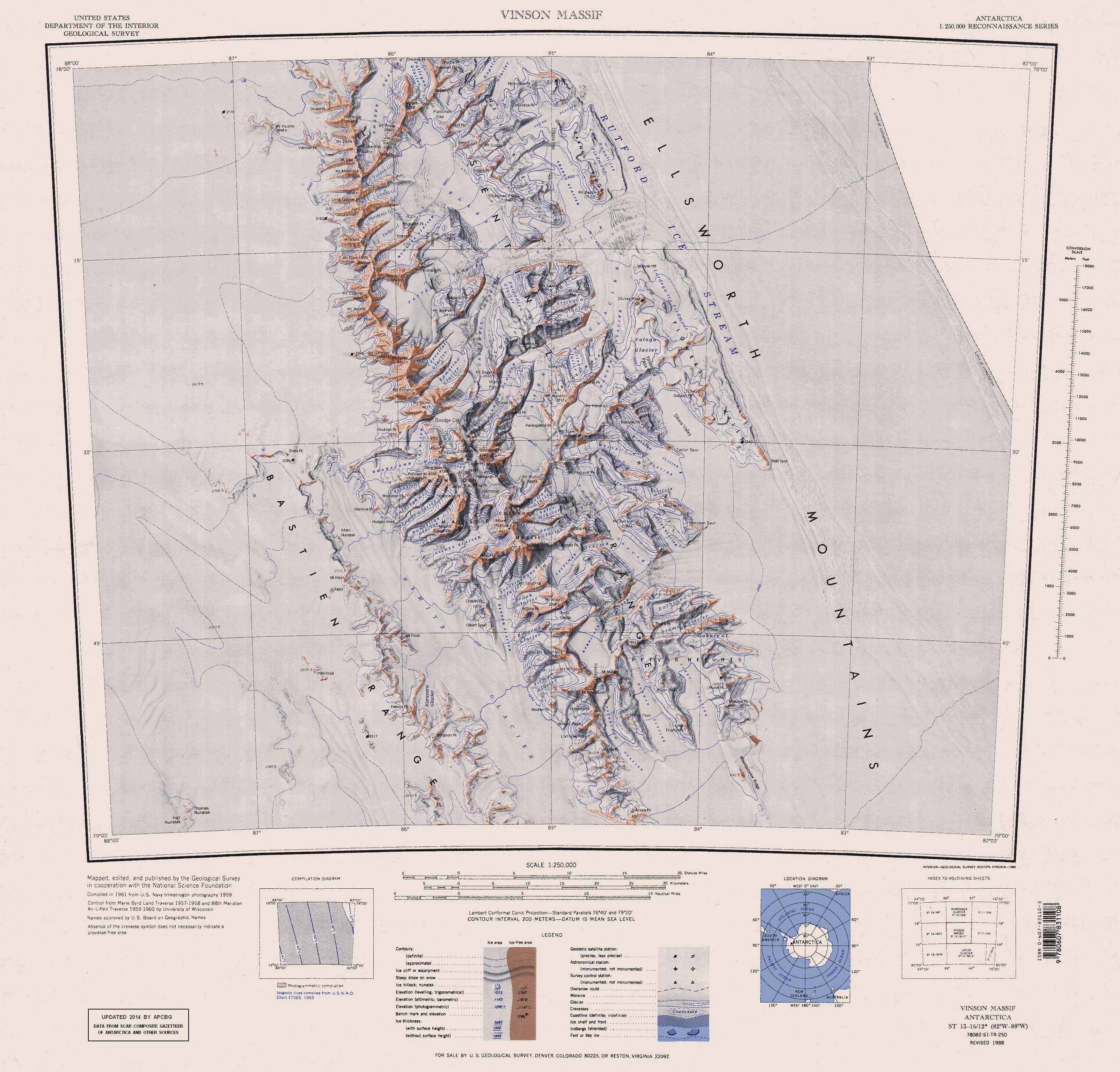

恩布里冰川是南極洲的冰川，位於埃爾斯沃思地，屬於埃爾斯沃思山脈中森蒂納爾嶺的一部分，全長20英里，終點在特格山以東。

## 外部連結
- https://web.archive.org/web/20131109141507/http://lima.usgs.gov/antarctic_research_atlas/viewer.htm
- SCAR Composite Antarctic Gazetteer（页面存档备份，存于）.